# Salig för intet
Salig för intet är en psalm om den fullbordade frälsningen av Fredrik Engelke 1875. I det gamla EFS-tillägget till 1986 års psalmbok är inte tredje versen medtagen. Varje strof slutar med lovsången "Äran, äran, den skall Jesus ha / här på jorden och i himlarna. / Han har borttagit alla synderna, / amen, halleluja!"
Melodin av George Frederick Root, är samma som till Skynda till Jesus.

## Publicerad i
- Nr 13 i Kom 1930 under rubriken "Guds lov".
- Nr 337 i Guds lov 1935 under rubriken "Erfarenheter på trons väg".
- Nr 174 i Sions Sånger 1951
- Nr 201 i Sions Sånger 1981 under rubriken "Tack och lov".
- Nr 775 i EFS-tillägget 1986 under rubriken "Glädje – tacksamhet".
- Nr 403 i Lova Herren 1987 under rubriken "Trons grund".